# 周孟波
周孟波（1965年2月—），河南新野人，中国人民解放军铁道兵工程学院和石家庄铁道学院肄业，教授级高级工程师，中国共产党党员，原中国铁路工程集团有限公司党委副书记。

## 生平
1985年7月，周孟波加入中国中铁总公司。2000年8月，周孟波出任铁道部大桥工程局（今中铁大桥局集团有限公司）局长。2001年4月，周孟波出任中铁大桥局集团有限公司董事长、总经理。2006年9月，周孟波出任中国铁路工程总公司副总经理。2007年9月，周孟波出任中国中铁股份有限公司副总裁，并且兼任中国海外工程有限公司董事长。2018年3月，周孟波升任中国铁路工程集团有限公司党委副书记。2019年5月，周孟波逃出中华人民共和国，同月30日，周孟波写下《别了北京》，随后在网络上广泛流传。6月19日，中国铁路工程集团有限公司收到执行董事周孟波先生的书面辞职报告。

### 落马
2021年8月31日，中央反腐败协调小组国际追逃追赃工作办公室、公安部、河南省监察委员会同某外国执法机关密切合作，将周孟波逮捕并且遣返回中华人民共和国。9月2日，外交部发言人汪文斌对有关国家同中华人民共和国合作反腐表示感谢。